# Форт (река, Великобритания)
Форт (англ. Forth) — река в Шотландии длиной 47 км.
Источник реки находится в гористой местности. Озеро Лох-Ард, питающее реку, получает воду от маленьких горных ручьев. Самый крупный имеет длину 4,5 км. Сначала река течёт на восток. На этом участке извилиста. Около Стерлинга на реке начинают чувствоваться приливы. Высота истока — 33 м над уровнем моря.